# Mirta Miller
Mirta Jovita Bugni Chatard, més coneguda artísticament com a Mirta Miller (Buenos Aires, 16 d'agost de 1948) és una actriu argentina establerta a Espanya.

## Biografia
Es trasllada a Espanya des de la seva Argentina natal a la fi dels anys 60 i comença a treballar com model. Poc després debuta davant la càmera per a desenvolupar una prolífica carrera cinematogràfica condensada sobretot en la dècada dels setanta.
Una de les majors exponents del cinema espanyol dels anys 70. La seva filmografia està plagada de pel·lícules, tant comèdies com de terror. La seva principal marca d'identitat era mostrar el seu talent com a intèrpret femenina. Un dels seus últims papers va ser en la producció eròtica Bolero, al costat de Bo Derek i Ana García Obregón.
Participa en aquesta època també en espectacles de cafè-teatre com La fontana o Cantando se entiende la gente. Finalment es retira del món de l'espectacle a mitjan dècada dels vuitanta per a reaparèixer únicament de forma molt puntual en alguna pel·lícula.
Se li atribueix un sonat romanç amb l'aristòcrata espanyol Alfons de Borbó i Dampierre, descrit al llibre Mirta Miller: La mujer que no quiso ser Borbón (2004), d’Horacio Otheguy. Edit. Plaza & Janés. ISBN 9788401305290

## En la ficció
- Alfonso, el príncipe maldito (2010), interpretada per Guadalupe Lancho.

## Filmografia (selecció)
- Blockbuster (2013)
- Sucedió en España (2004)
- Pelotazo nacional (1993)
- Bolero (1984)
- Yo hice a Roque III (1980)
- Donde hay patrón... (1978)
- La oscura historia de la prima Montse (1978)
- Pepito Piscinas (1978)
- Niñas... al salón (1977)
- Cuentos de las sábanas blancas (1977)
- Alcalde por elección (1976)
- El erotismo y la informática (1976)
- Mauricio, mon amour (1976)
- A la Legión le gustan las mujeres (...y a las mujeres les gusta la Legión) (1976)
- Cría cuervos (1976)
- La lozana andaluza (1976)
- El señor está servido (1976)
- El extraño vicio del Dr. Hichcock (1975)
- Mi mujer es muy decente, dentro de lo que cabe (1975)
- Ligeramente viudas (1975)
- El gran amor del conde Drácula (1974)
- La curiosa (1973)
- La rebelión de las muertas (1973)
- Busco tonta para fin de semana (1973)
- Pisito de solteras (1973)
- Santo contra el doctor Muerte (1973)
- La chica del Molino Rojo (1973)
- Un casto varón español (1973)
- Dr. Jekyll y el Hombre Lobo (1972)
- El padre de la criatura (1972)
- ¡No firmes más letras, cielo! (1972)
- Ligue Story (1972)
- Vente a ligar al Oeste (1972)
- Los novios de mi mujer (1972)
- Los días de Cabirio (1971)
- Aunque la hormona se vista de seda (1971)
- Una chica casi decente (1971)
- Una señora llamada Andrés (1970)